# Stora Åby kyrka

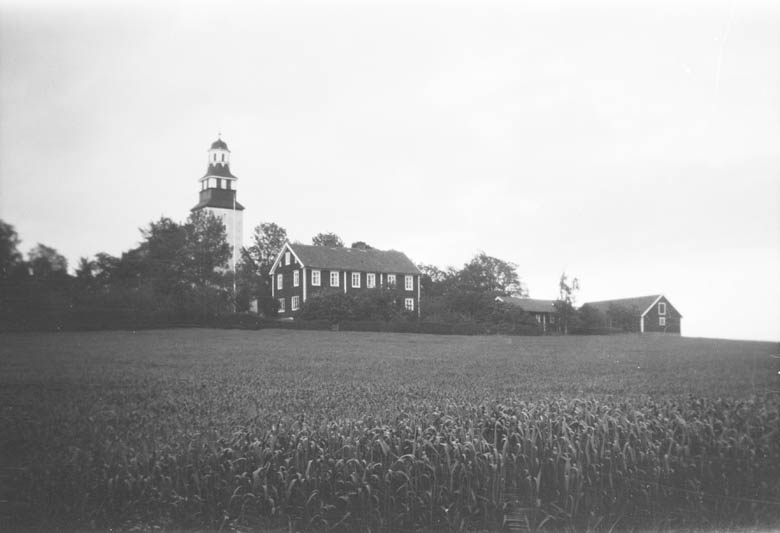
Kyrkan på håll 1928.

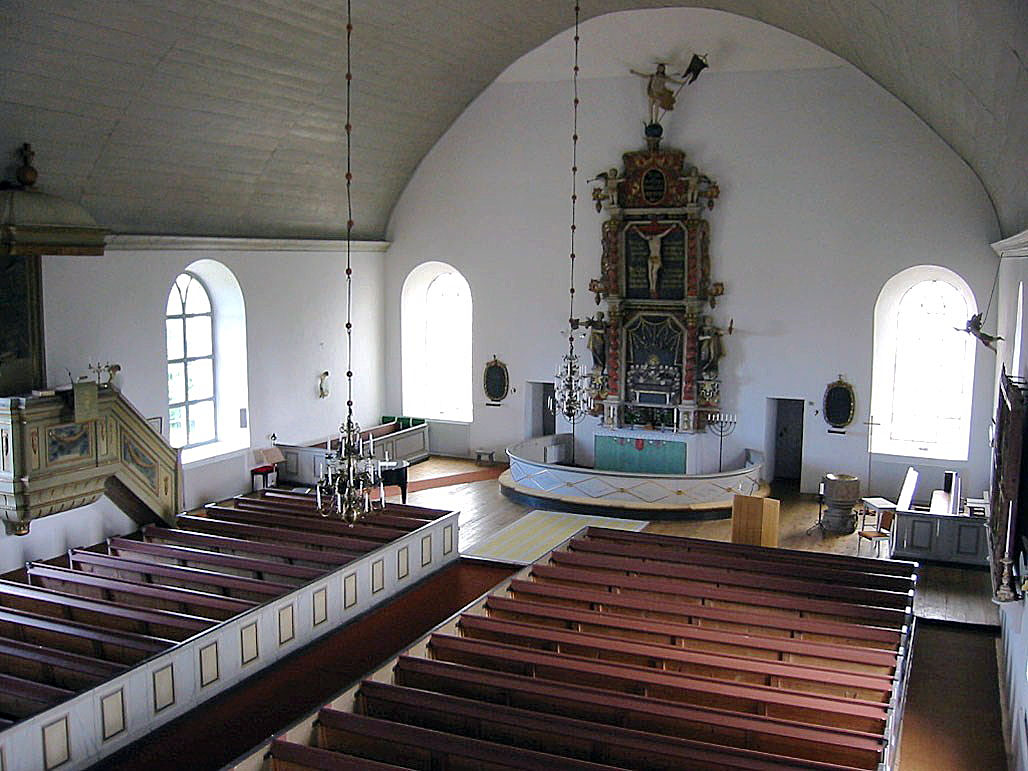
Interiör.

Stora Åby kyrka är en kyrkobyggnad i Stora Åby socken och Ödeshögs församling, Östergötland. Den ligger 3,5 kilometer öster om Ödeshög och tillhör Linköpings stift.

## Kyrkobyggnaden
Stora Åby kyrka ligger på en kulle strax norr om Europaväg 4. Den har rektangulärt långhus, fullbrett rakslutet kor i öster, högt torn i väster och en smalare, tresidig sakristia vidbyggd öster om koret. Kyrkan är högrest och har brutet yttertak. Det höga tornet pryds av hörnkedjor och kröns av en lanternin i två våningar.
Kyrkorummet har stora, rundbågade fönster och täcks av ett högt trätunnvalv. I koret finns en praktfull altartavla i barockstil och vid ena långväggen ett medeltida altarskåp.

## Historik
Kyrkan härstammar från senare delen av 1100-talet, tornet från 1200-talet. Under 1600-talet blev den medeltida romanska kyrkan alltför trång och i mitten av 1700-talet planerades för en ny kyrka, vilket resulterade i att kyrkan byggdes om under åren 1756-1757, med bevarande av undre delen av tornet, liksom en del av västra och norra murväggen. Tornet kom dock att repareras och byggas om flera gånger.

## Inventarier

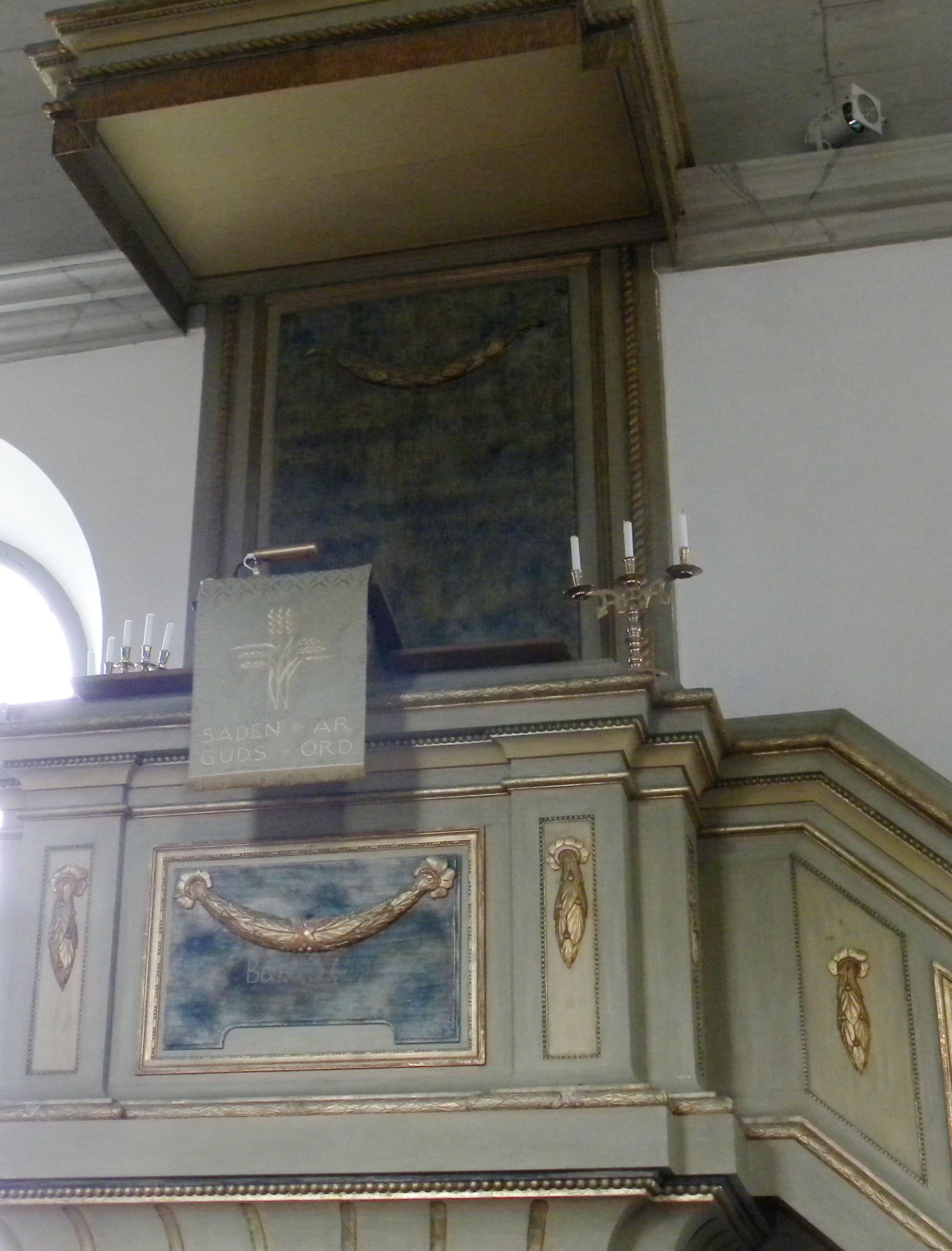
Predikstol från 1787

- Dopfunt av sandsten, Bestiarius, 1100-talets andra hälft, (bilder).
- Altarskåp av ek, nordtyskt arbete från 1400-talets sista fjärdedel, (bilder).
- Altartavla från 1736.
- Altaruppsats av skulptör Johan Ullberg, Finja, skänkt 1762.
- Predikstol från 1787 i gustaviansk stil
- Ur, tillverkat av Johan Ståhlknapp.
- Ljusstake i metall, tillverkad smeden Sven Erixon, Ödeshög, 1983.

## Orgel
Kronologi:
- 1672 gör en orgelbyggare ett okänt arbete[1] Man betalar för lim, båltrå och bly till orgeln. Även bräder och skinn till en bälg. 1679 repareras orgeln av orgelbyggaren.
- 1696 bygger Magnus Åhrman en ny orgel med 7 stämmor till kyrkan tillsammans med sonen Johan Åhrman. 1707 stämmer och rensar orgelbyggaren Johan Agerwall i Söderköping orgeln. 1713 rensar och stämmer organisterna i Vadstena och Jöns Helgesson, Västra Tollstad orgelverket. 1714-1715 köper man ett nytt lås till orgelverket. 1717 reparerar man orgelverkets dörrar. 1724-1735 Köper man ett lås till orgelverkets dörrar[2]
- 1742: Lars Solberg (orgelbyggare) (1697-1767), Norra Sandsjö, bygger ett 7-stämmigt orgelverk.
- 1757: Orgeln monteras ned i samband med ombyggnad av kyrkan.[3]
- 1779: Lars Strömblad, Ödeshög, bygger en ny 1-manualig läktarorgel med 13 stämmor.
- 1788: Orgelfasaden tillkommer.
- 1913: Bakom Strömblads fasad bygger firma E. A. Setterquist & son, Örebro, en ny mekanisk 2-manualig orgel med rooseveltlådor. Orgeln har ett tonomfång på 56/30 och är mekanisk med rooseweltlådor.

Disposition:
| Huvudverk I C-g³    | Svällverk II C-g³        | Pedal C-f¹                           | Koppel           |
| Borduna 16’         | Basetthorn 8’            | Subbas 16' (transm. fr. Borduna 16’) | I/P              |
| Principal 8’        | Rörflöjt 8’              | Violoncell 8’ (transm. fr. Gamba 8’) | II/P             |
| Flûte harmonique 8’ | Violin 8’                | Basun 16’                            | II/I             |
| Gamba 8’            | Salicional 8’            |                                      | 4’ I/I           |
| Dolce 8’            | Voix céleste 8’ (fr. c°) |                                      | 16’ II/II        |
| Octava 4’           | Flüte octaviante 4’      |                                      | Fasta komb.      |
| Octava 2’           |                          |                                      | P, mF, F, Tutti  |
| Trumpet 8’          |                          |                                      | Registersvällare |

## Bildgalleri

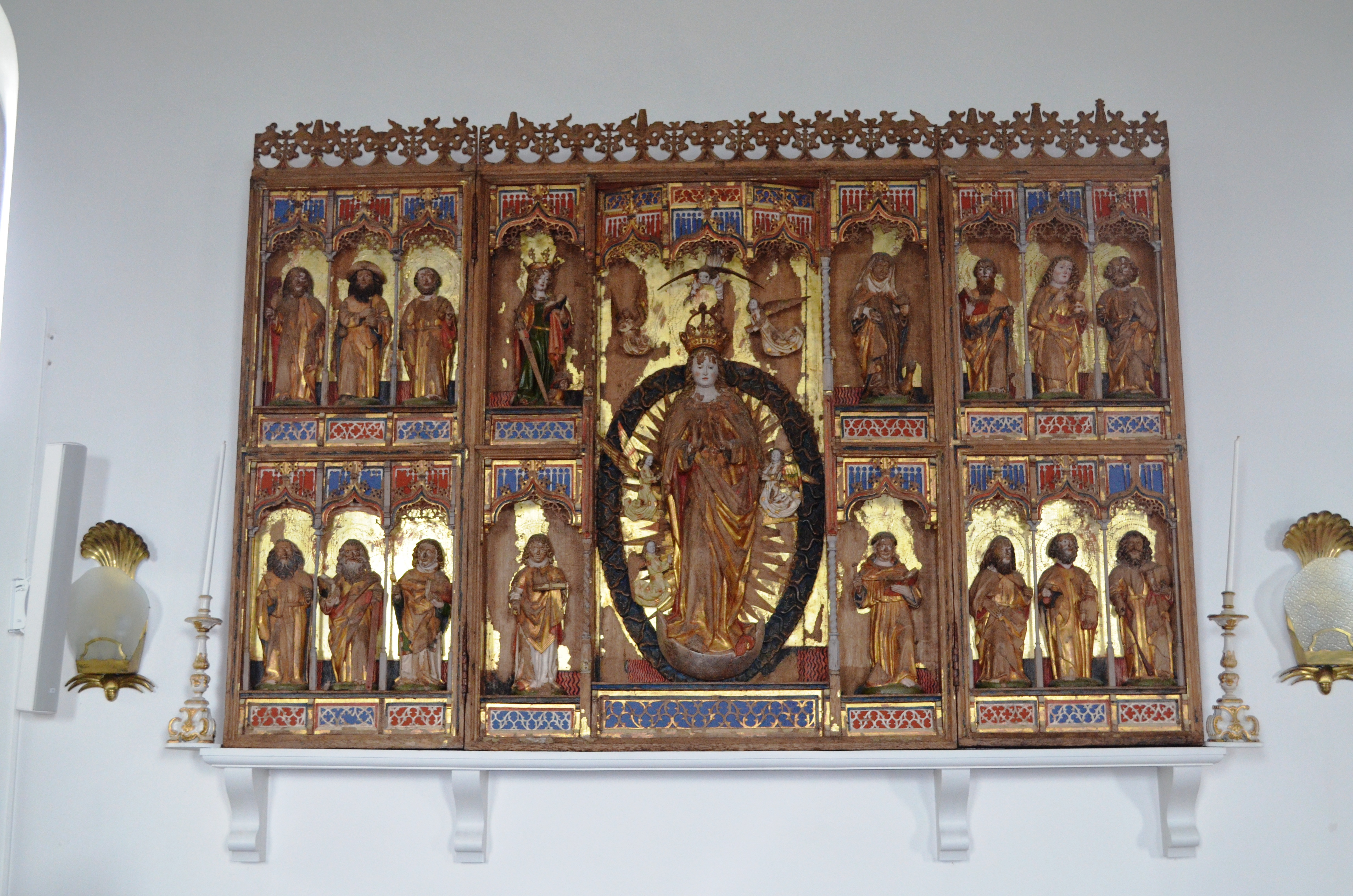
Stora Åby kyrkas altarskåp
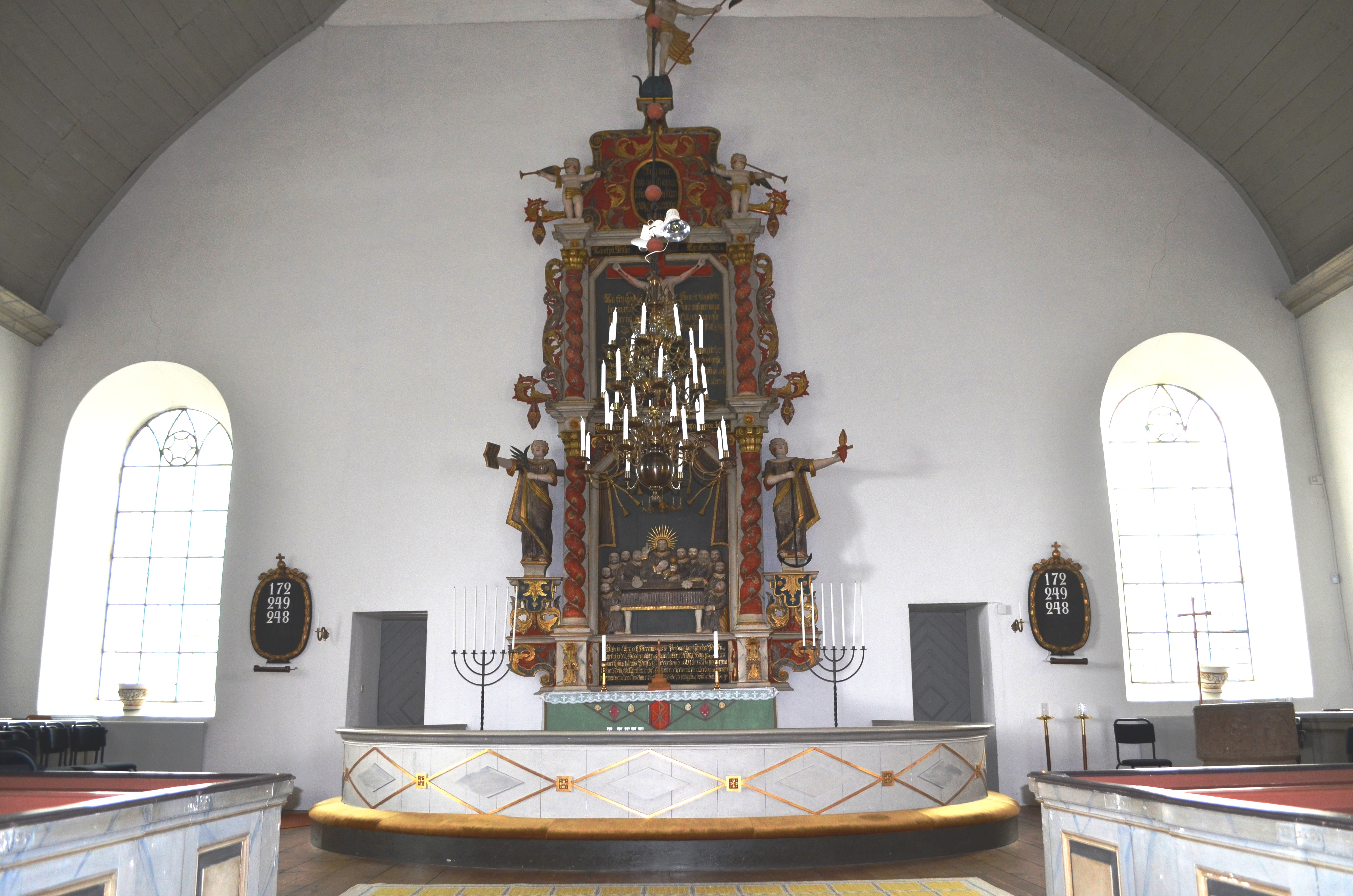
Stora Åby kyrkas altare
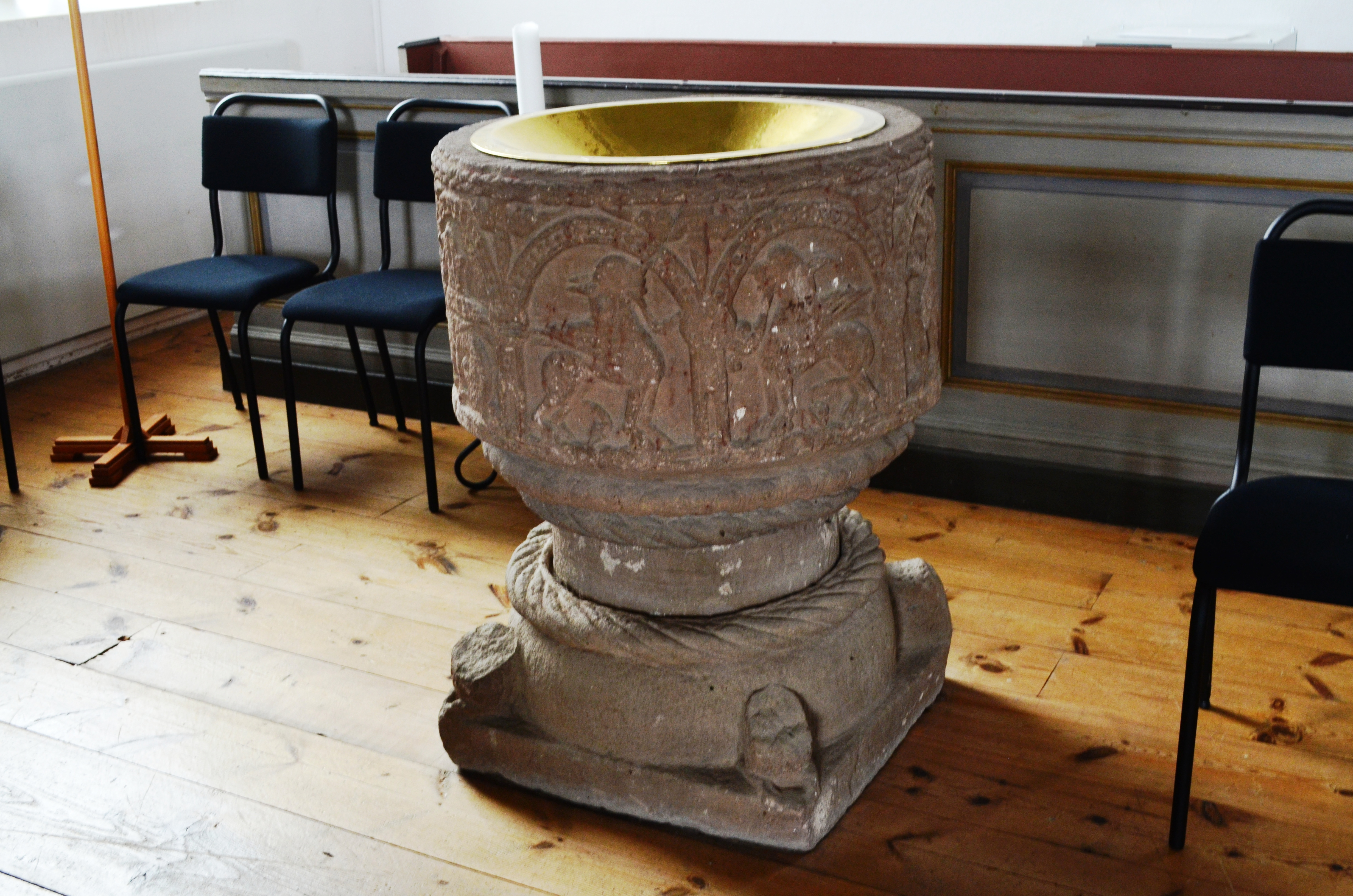
Stora Åby kyrkas dopfunt
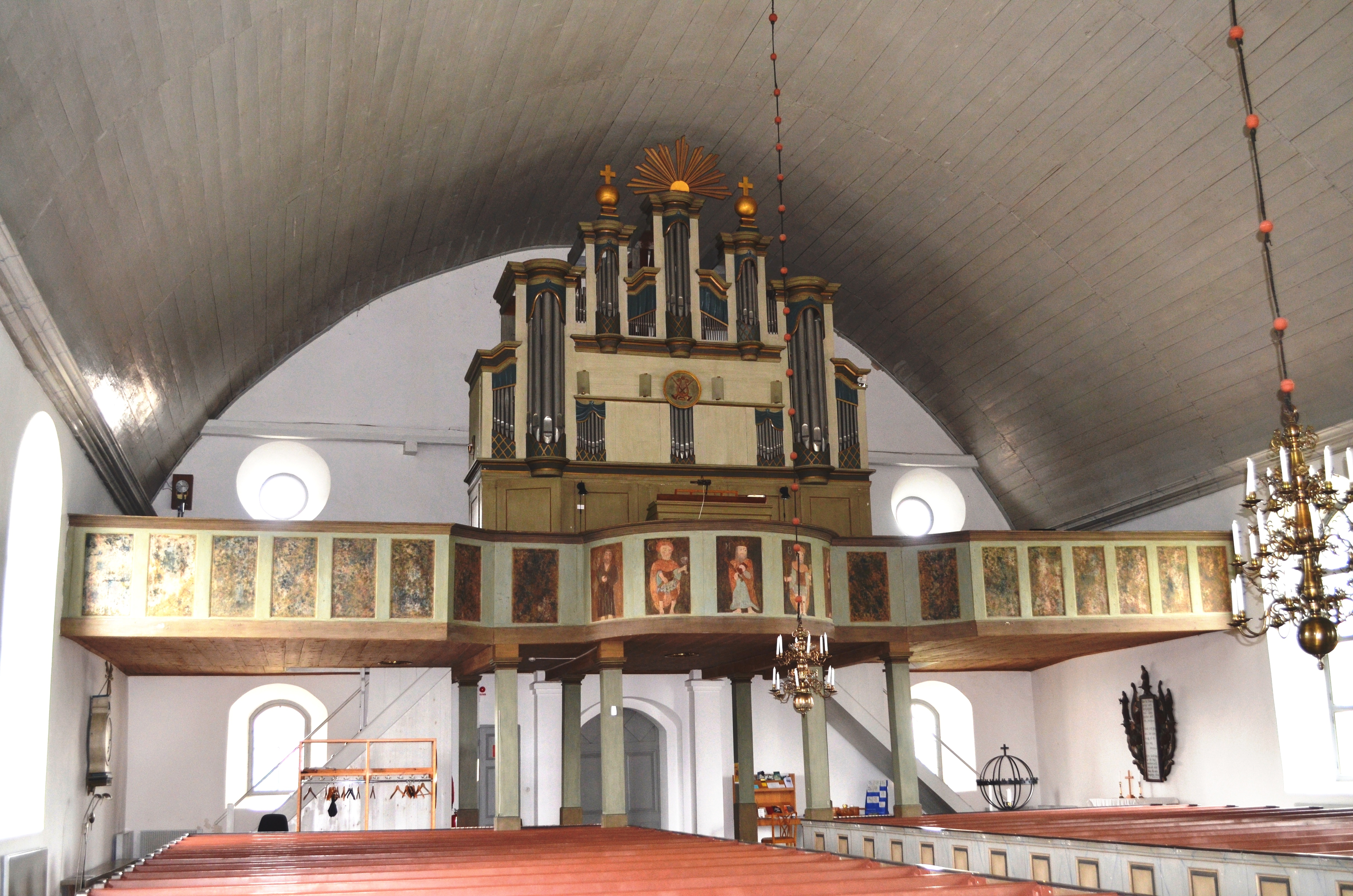
Stora Åby kyrkas orgelläktare